# Luís V José, Príncipe de Condé

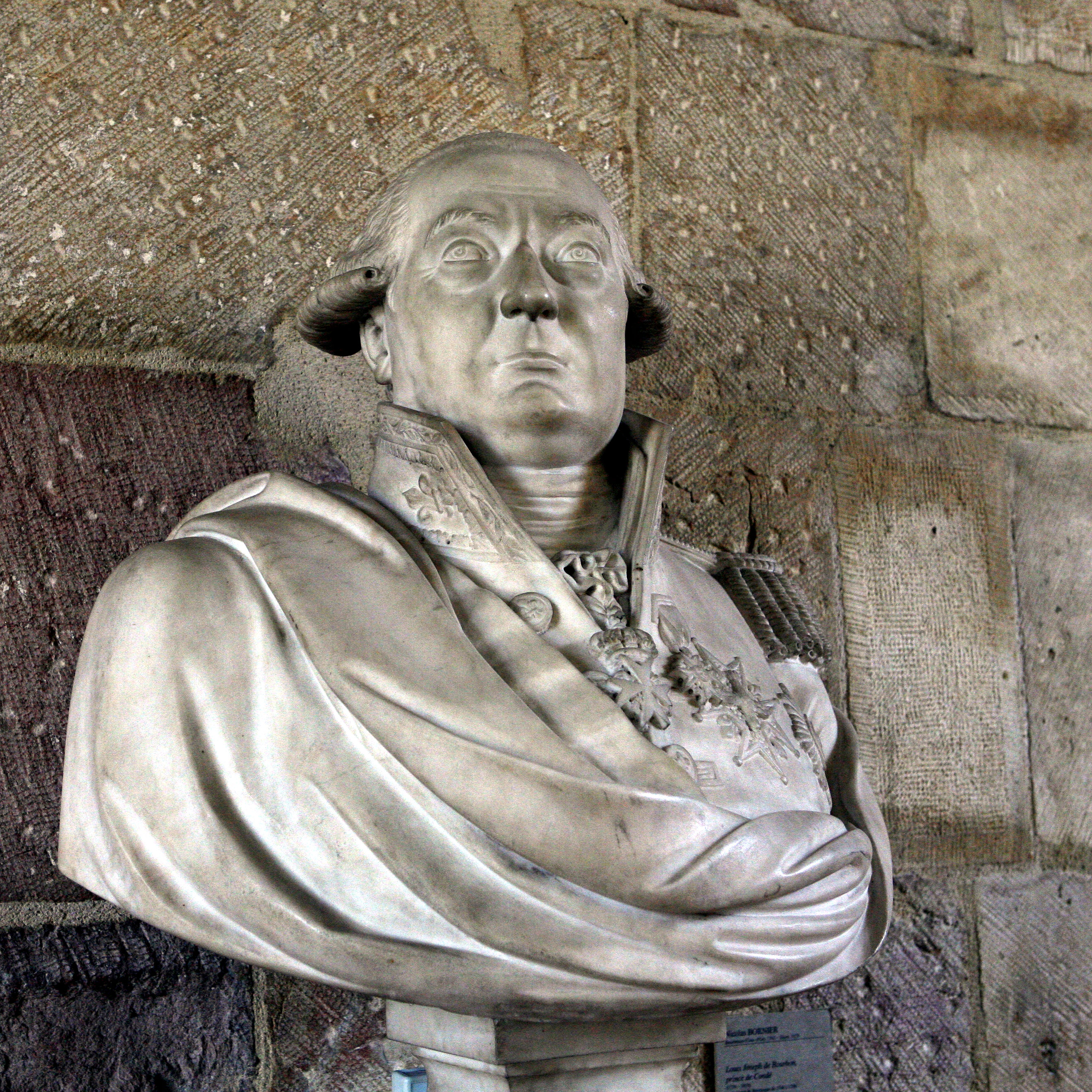
Luís José de Bourbon, príncipe de Condé por Nicolas Bornier (1762-1829)

Luís V José de Bourbon, Príncipe de Condé (em francês:  Louis V Joseph, Prince de Condé; Paris, 9 de agosto 1736 – Paris, 13 de maio 1818) foi um príncipe de sangue francês. Foi Príncipe de Condé de 1740 até sua morte.

## Biografia
Filho de Luís Henrique de Bourbon-Condé (1692-1740), duque de Bourbon então príncipe de Condé e da princesa Carolina de Hesse- Rotemburgo (1714-1741). Quando seu pai morreu em 1740, ele se tornou príncipe de Condé. Ele tinha apenas 5 anos quando sua mãe morreu, um ano depois. Ele foi então colocado aos cuidados de seu tio paterno, Luís, conde de Clermont. Em 3 de maio de 1753, casou-se em Versalhes, Carlota de Rohan (1737-1760), filha de Charles de Rohan, príncipe de Soubise, duque de Rohan-Rohan (1715-1787) e Anna Maria Louisa de La Tour d'Auvergne (1722-1739). Durante a Guerra dos Sete Anos, ele serviu com alguma distinção ao lado de seu padrasto, o Príncipe de Soubise. Foi nomeado tenente geral dos exércitos do rei em 1758 e conquistou as raras vitórias francesas, ele administrou a Borgonha. 
Em 1764, ele renovou e ampliou o Palácio Bourbon e deixou o Hotel de Condé onde ele nasceu. Ele também embelezou o Castelo de Chantilly. 
Em 1770, casou com seu filho com Batilde de Orleães, filha de Luís Felipe, duque de Orleães  e irmã de Luís Felipe, Duque de Orleães "Filipe Igualdade" . O casamento deve curar as relações entre o Condé e os Orleães, todos descendentes das filhas ilegítimas de Luís XIV e Madame de Montespan. 
Durante a Revolução Francesa, embora visto como liberal, ele se opôs à duplicação do terceiro estado. Ele foi um dos primeiros a deixar a França e emigrou logo após a tomada da Bastilha, na Holanda e depois em Turim. Ele organizou um exército em Worms, nas margens do Reno, enquanto os irmãos do rei estabeleceram sua sede em Coblença (ver exército de emigrantes). 
Ansiosos por controlar rigidamente os movimentos de emigrantes, os austríacos e os prussianos o mantiveram afastado das operações militares em 1792 e o subordinaram a um general austríaco em 1793. Estacionado às margens do Reno em 1794 e 1795, o exército de Condé passa então sob o controle da Grã-Bretanha, Áustria, que assegura sucessivamente sua manutenção. Em 1797, após o Tratado de Campo-Formio, o exército de Condé passou a serviço do czar da Rússia. 
Estava ao lado da coalizão contra os revolucionários, nas batalhas de Wissembourg, em Haguenau, em Bentheim. 
Após o tratado de Lunéville, o príncipe teve que demitir seu exército, é se retirar para a Grã-Bretanha com seu filho. 
Eles moram em Wanstead, servidos por servos cujos salários eram pagos irregularmente, mas continuam a idolatrar o cerimonial do Antigo Regime. Eles recebem de Jorge III uma pensão de 675 libras. De Londres, ele enviou instruções ao seu neto, o duque d'Enghien, sem entender que os tempos haviam mudado . O duque foi sequestrado, condenado à morte e executado em 1804 por ordem do cônsul Bonaparte. 
Em 1814, ele retornou à França de Luís XVIII e descobriu, apesar de sua avançada idade (78 anos), seu escritório como Grão-Mestre da Maison du Roi, que o valeu a ser assíduo na corte das Tulherias. Ele morreu em Chantilly em 1818, aos 81 anos. 

## Descendência
De sua esposa Carlota, Luís José teve três filhos:
- Maria de Bourbon-Condé (1755-1759), mademoiselle de Bourbon;
- Luís Henrique de Bourbon-Condé (1756-1830);
- Luísa Adelaide de Bourbon-Condé (1757-1824), mademoiselle de Condé, abadessa de Remiremont, depois abadessa do templo.

Luís José casou-se novamente com a  Princesa Maria Catarina Brignole (1737-1813), separada do príncipe Honorato IV de Mônaco. 